# Pachnida
Pachnida är ett släkte av skalbaggar som beskrevs av Étienne Mulsant och Claudius Rey 1874. Pachnida ingår i familjen kortvingar.
Släktet innehåller bara arten Pachnida nigella.